# Lithocarpus areca
Lithocarpus areca (Hickel & A.Camus) A.Camus – gatunek roślin z rodziny bukowatych (Fagaceae Dumort.). Występuje naturalnie w południowych Chinach – w prowincji Junnan (w południowo-wschodniej części) oraz regionie autonomicznym Kuangsi (na zachodzie). 

## Morfologia
PokrójZimozielone drzewo dorastające do 10–15 m wysokości.
LiścieBlaszka liściowa ma kształt od lancetowatego do podługowatego. Mierzy 13–25 cm długości oraz 3,5–5,5 cm szerokości, jest całobrzega lub ząbkowana przy wierzchołku, ma stłumioną i zbiegającą po ogonku nasadę i tępy wierzchołek. Ogonek liściowy jest owłosiony i ma 5–15 mm długości.
OwoceOrzechy o elipsoidalnym kształcie, dorastają do 40–50 mm długości i 8–15 mm średnicy. Osadzone są pojedynczo w talerzowatych miseczkach, które mierzą 16–18 mm średnicy. Orzechy otulone są miseczkami do 20% ich długości.

## Biologia i ekologia
Rośnie w wiecznie zielonych lasach. Występuje na wysokości od 800 do 1500 m n.p.m. Kwitnie w październiku, natomiast owoce dojrzewają w listopadzie.